# Флаг Харьковского сельского поселения
Флаг муниципального образования Ха́рьковское сельское поселение Лабинского района Краснодарского края Российской Федерации — опознавательно-правовой знак, служащий официальным символом муниципального образования.
Ныне действующий флаг утверждён 21 мая 2008 года и внесён в Государственный геральдический регистр Российской Федерации с присвоением регистрационного номера 4177.

## Описание
«Прямоугольное полотнище с отношением ширины к длине 2:3, состоящее из трёх горизонтальных полос, соотносящихся как 5:1:19, сверху вниз: голубого, белого и зелёного цветов; в центре верхней полосы — солнце жёлтого цвета с чередующимися прямыми и пламенеющими лучами (габаритный диаметр 1/6 ширины полотнища); в центре зелёной полосы — сквозной ромб жёлтого цвета (высотой 2/3 ширины полотнища), переплетённый с двумя скрещёнными по диагонали головками пшеничных колосьев жёлтого цвета».

## Обоснование символики
Флаг языком символов и аллегорий отражает исторические, культурные и экономические особенности сельского поселения.
Древнеславянский знак «Родной земли» — сквозной ромб с накрест переплетёнными пшеничными колосьями символизирует богатую хлебным урожаем родную плодоносящую землю.
Зелёный цвет полотнища символизирует природу, сельское хозяйство — животноводство, плодородие, жизнь, возрождение, здоровье.
Голубая полоса полотнища символизирует безупречность, добродетель, волю, чистое небо.
Белая полоса полотнища символизирует мудрость, совершенство, чистоту, веру, мир и аллегорически указывает на горные вершины Кавказа у подножия, которого расположено поселение.
Жёлтое солнце с шестнадцатью лучами является символом тепла, дарующего жизнь всему на земле, а также аллегорически указывает на шестнадцать населённых пунктов, объединившихся в Харьковское сельское поселение.
Жёлтый цвет (золото) символизирует величие, процветание, прочность, достаток.